# Muara Payang (Kisam Tinggi)
Muara Payang is een bestuurslaag in het regentschap Ogan Komering Ulu Selatan van de provincie Zuid-Sumatra, Indonesië. Muara Payang telt 704 inwoners (volkstelling 2010).